# Зв'язуюча речовина
Зв'я́зуюча речовина́, зв'я́зник (рос. связующее вещество, англ. binder, binding materials for agglomeration; нім. Bindemittel n, Binder m) — речовина, яка при певних умовах (т-ра, тиск тощо) здатна зв'язувати між собою частинки непластичних дрібнодисперсних матеріалів у монолітний продукт (брикет, ґранулу тощо) достатньої міцності для подальшого його зберігання, транспортування та використання. 
Розрізняють зв'язники органічні (бітуми, смоли тощо), неорганічні (цементи, глини, рідке скло, чавунна стружка тощо) та комбіновані (бітуми і глина, вапно і сульфітні луги тощо).

## Склад і властивості
При виготовленні вугільних брикетів як зв'язуючу речовину використовують бітуми. Розрізняють зв'язуючі речовини органічні (нафт. бітуми, кам'яновугільні бітуми, кам.-вуг. пеки і смоли, сульфіт-спиртова барда, смола напівкоксування вугілля, різні масла тощо), неорганічні (цементи, глини, рідке скло, чавунна стружка тощо) і комбіновані (бітуми і глина, вапно і сульфітні луги, бітуми і сульфіт-спиртова барда та інші).
Органічні зв'язуючі речовини поділяються на природні (бітуми, гудрони ін.), синтетичні (епоксидні смоли, клеї), тваринного походження (казеїн, альбумін ін.) і отримані з відходів виробництва (сульфітні луги, меляса); неорганічні — на природні (глина, вапняк та ін.), отримані при переробці мінеральної сировини (доломітові, магнезійні ін.) і з відходів виробництва (чавунна стружка, шлаки, мулкі шлами та ін.).
Специфічні властивості зв'язуючих речовин: висока гідрофобність або гідрофільність, значна поверхнева активність, пластичність. Як правило витрати зв'язуючих для брикетування 5-10%, для грудкування 0,2-2%, масляної аґломерації вугілля 3-10%, масляної ґрануляції вугілля до 40 %.

### Основні фізичні властивості
- Температура розм'якшення — це мінімальний температурний інтервал, при якому зв'язуючі речовини ще залишаються агрегативно твердими, але у фазовому стані з'являється певна аморфність. За цим параметром встановлюють режим пресування. Температура розм'якшення визначається стандартними методами «Кільце і шар» або «Кільце і стрижень».
- Пенетрація — це величина, що характеризує твердість зв'язуючих. Вона визначається при заданій температурі (частіше 25 °С) по ступеню проникнення в зв'язуюче стандартної голки. Одиниця пенетрації дорівнює 0,1 мм.
- Розтяжність — це здатність зв'язуючих витягатися в нитці при певній тем-пературі (частіше 25 °С). Одиниця розтяжності — см. Розтяжність побічно характеризує скліючу здатність.
- Температура плавлення — це температура каплевиділення у зв'язуючих в стандартних умовах. Вона характеризує максимальний рівень високоеластичного стану.
- Температура спалаху — це температура, при якій відбувається спалах газів, що виділяються, та пару у суміші з повітрям при піднесенні полум'я певної довжини. При цьому зв'язуючі не повинні запалюватися і горіти.
- Плинність — здатність зв'язуючих текти під дією власної маси при температурі, що перевищує температуру плавлення
- Температура гранично зруйнованої структури — це температура, при якій зв'язуючі переходять в істинно текучий стан, тобто стають ньютонівськими рідинами. При цій температурі досягається найефективніше розпилення зв'язуючого та наступне його розтікання по твердій поверхні. Тривале перебування зв'язуючих при такій температурі погіршує їх склувальну здатність.
- Температура зв’язуючих також впливає на процес структуроутворення, зокрема вона позначається на дисперсності, змочуваності, пластичності суміші та механічній міцності брикетів.

Тонкошарове розтікання зв’язуючих тісно пов'язане з їх дисперсністю, що обумовлює якісне покриття ними поверхні твердих зерен. Розпилення зв’язуючого залежить від його температури. Остання визначає в'язкість, яка впливає на час розпаду та розмір крапель. Підвищення в'язкості призводить до утворення великих крапель.
Розмір крапель має важливе значення. Великі краплі хоча і створюють товстіші клейові плівки, але в момент контакту мають більшу температуру та краще розтікаються по твердій поверхні. Дуже дрібні краплі швидко охолоджуються та погано розтікаються по поверхні.
Найкращий ефект розпилення досягається тоді, коли в'язкість відповідає в'язкості ньютонівської рідини. Цьому стану відповідає температура гранично зруйнованої структури. Зв’язуюче в такому стані під дією аеродинамічних зусиль, створюваних у соплі форсунки розпилювача, розпадається на дрібні краплі.
Температура зв’язуючих сприяє поліпшенню пластичності брикетної суміші в процесі пресування. Чим вона пластичніша, тим рівномірніше розподіляється тиск в об’ємі, ефективніше відбувається заповнення порожнин структурного каркаса брикетів об'ємним шаром зв’язуючого.
Температура зв’язуючих впливає на охолодження готових брикетів. Максимальна механічна міцність брикетів досягається при температурі, коли зв’язуючі перебувають у склоподібному стані.
- Вологість зв’язуючих. Волога в зв’язуючому негативно впливає на структуроутворення. Нагріте зв’язуюче енергійно поглинає воду, особливо якщо в ньому втримується хоча б незначна кількість водо-розчинних речовин. Вода розчиняє солі й утворює всередині сферичні крапельки. Обводнене зв’язуюче здатне прилипати до твердих зерен. При цьому первинні контакти можуть бути дуже міцними, тому що поверхня плівки звичайно безводна. Поступово вода дифундує із глибинних шарів до границі розподілу фаз. Досягнувши твердої поверхні, вона витісняє плівку зв’язуючого і склеєна система руйнується.
- Товщина плівки зв’язуючого. Дуже важливу роль у забезпеченні ефективного структуроутворення брикетів відіграє товщина клейової плівки. Зменшення товщини плівки зв’язуючих збільшує когезію і адгезію. У тонких клейових плівках досягається максимальний орієнтаційний ефект, мінімальні післяусадочні тангенціальні напруги, мало дефектів і тріщин. Товщина плівки залежить від хімічної природи зв’язуючих, характеру розпилення, температури й інтенсивності перемішування зв’язуючого з корисними копалинами. Наявність у зв’язуючих індивідуальних ПАР створює хороші умови для тонкошарового розтікання по твердій поверхні.

Збільшення питомої поверхні зерен та їх кількості сприяє потоншанню клейової плівки. Цьому також сприяє тонкодисперсний (розпилений) стан зв’язуючого.
Товщина клейової плівки багато в чому залежить від в'язкості зв’язуючих у момент контакту із брикетованим матеріалом. Максимальний ефект досягається, коли в'язкість близька до в'язкості ньютонівської рідини. Перемішування створює посилене тертя між клейовими плівками і твердими зернами, підвищуючи плинність зв’язуючих. Поєднання енергійного тертя та високих температур при змішуванні забезпечує додаткове потоншання плівки. Товщина плівки залежить також від витрат зв’язуючого.

### Склад зв'язуючої речовини
У хімічному відношенні зв'язуючі речовини являють собою гетероорганічні високомолекулярні сполуки (ВМС). Вони мають складний склад і структуру, утворені з вуглеводнів та їх неметалічних похідних. Вуглеводневі комплекси (масла, смоли, асфальтени) визначають груповий хімічний склад органічних високомолекулярних зв'язуючих.
- Масла — найбільш низькомолекулярні вуглеводневі гібриди. Вони надають зв'язуючим рухливість, плинність і служать джерелом утворення смол. Адгезійна активність у масел незначна. Вуглеводневий склад масел у різних зв'язуючих неоднаковий.
- Смоли — вуглеводневі сполуки, молекулярна маса яких займає проміжне положення між маслами та асфальтенами. Вони мають порівняно високу поверхневу активність. З підвищенням температури до 200–300 °С переходять в асфальтени. Смоли знижують температуру розм'якшення, підвищують еластичність і сприяють термічній стійкості зв'язуючих.
- Асфальтени — вуглеводневі сполуки, що мають найвищу молекулярну масу. Їх розглядають як дві-три узагальнені молекули смол. Основною властивістю асфальтенів, що надає їм високу адгезійну активність та еластичність, є здатність розчинятися в мальтенах (суміш масел і смол). Асфальтени забезпечують твердість, температурну стійкість, полярність і спікливість.

Крім основних компонентів в органічних зв'язуючих у тій або іншій кількості можуть бути присутніми сполуки типу карбонів і карбоїдів, а також вільні кислоти. Карбени і карбоїди порушують однорідність зв'язуючих, але підвищують спікливість. Кислоти сприяють посиленню поверхневої активності адгезивів.

### Зв'язуючі органічного походження
Найпоширенішими зв'язуючими органічного походження є високомолекулярні сполуки отримані при хімічній переробці нафти, вугілля, сланців та інших природних полімерів з молекулярною масою тисяча і більше. Залежно від температурних і механічних впливів вони можуть перебувати в трьох агрегатних станах: склоподібному, високоеластичному і текучому.
- Склоподібний стан характеризується здатністю зв'язуючих до значних деформацій. Він проявляється в макромолекулах, в яких переважають рухливі ланки. Основні константи склоподібного стану — температура розм'якшення, пенетрація та розтяжність
- Високоеластичний стан визначає особливу рухливість макромолекул від температурних впливів. У цьому стані зв'язуючі мають здатність до значних зворотних деформацій. Вони характеризуються проявом рухливості окремих ділянок макромолекули при збереженні в цілому її стабільного положення. Високоеластичний стан визначається температурою плавлення.
- Текучий (в'язкотекучий) стан характеризується необоротними деформаціями, що приводять до правдивої течії. Зв'язуючі в цьому стані — рідини. Оцінку текучого стану дають по температурі гранично зруйнованої структури та плинності.

## Застосування
- Для брикетування кам.-вугільного і антрацитового дріб'язку найбільше застосування дістали нафтобітуми і пеки кам'яновугільні, брикетин, КВАГУ-3 та ін. Для виготовлення бездимних ароматизованих побутових вугільних брикетів у зарубіжній практиці використовують крохмаль, патоку, лігнін, сульфід-спиртову барду тощо.
- Для брикетування руд і концентратів кольорової і чорної металургії — вапно, сульфіт-спиртова барда, меляса, розчинне скло, ряд комбінованих зв'язуючих речовин та емульсій. Для грудкування руд і концентратів з подальшим випаленням котунів — бентонітові глини, кальцинована сода, розчини соєвого борошна і крохмалю, хлорид кальцію та ін. Для нетермічного грудкування — зв'язуючі речовини на базі цементів, вапна, вапна з кремнеземистими добавками, сульфіт-спиртова барда та ін.
- У процесах масляної агломерації вугілля як зв'язуючі речовини використовують широкий спектр речовин нафтового походження (мазути, дизельне пальне, гас тощо), кам'яно-вугільні смоли, вторинні масла, відходи жироолійного виробництва. Для корекції властивостей зв'язуючих речовин використовують різноманітні домішки, наприклад, пластифікатори, реагенти з підвищеним вмістом функційних груп, ароматичних сполук і т. д.

## Вимоги до зв'язуючих речовин
Зв'язуючі речовини повинні задовольняти наступним вимогам:
- мати високу поверхневу активність, максимально змочувати тверду поверхню матеріалу, забезпечуючи міцний зв'язок;
- бути стійкими до атмосферних опадів, температури, дії сонячних променів, окислюванню та т.п.;
- не руйнувати структуру субстрату в готовому брикеті;
- мати еластичні та пластичні властивості;
- мати високу міцність, але не бути жорсткіше матеріалу, що склеює. У протилежному випадку зовнішнє навантаження може привести до руйнування з'єднання через нерівномірну концентрацію напруг;
- не допускати виникнення в отверділих зв'язуючих високих внутрішніх напружень, здатних до руйнування клейового з'єднання;
- мати високу швидкість отвердіння;
- не містити летучих сполук, токсично діючих на організм людини;
- містити достатню частку спікливих компонентів, що забезпечують термічну стійкість брикетів при горінні;
- забезпечувати повну теплостійкість брикетів при підвищених літніх і низьких зимових температурах;
- мати високу теплоту згоряння й малий вихід летких речовин;
- мати низьку температуру запалення;
- бути недефіцитними і дешевими;
- відрізнятися стійкістю при зберіганні, добре транспортуватися.

## Методи оцінки зв'язуючих речовин
Методи оцінки органічних полімерних сполук як зв'язуючих вуглебрикетного виробництва зводяться до визначення температури розм'якшення, пенетрації, дуктильності, іноді вологості.
- Температура розм'якшення зв'язуючого визначається по методу «Кільце і Куля», іноді «Кільце і Стержень». Суть методу полягає в тому, що спеціальні кільця заливають зв'язуючою речовиною. Поруч поміщають термометр, у якого нижня частина ртутного балона перебуває на одному рівні з нижньою площиною зв'язуючого, залитого в кільця. У центр кожного кільця кладуть сталеву кульку. Опускають підвіску з кільцями в склянку з рідиною (вода або гліцерин). Рідину нагрівають зі швидкістю 5 °С у 1 хв. Показання термометра в момент, коли кулька торкнеться контрольного диска приладу, відповідає температурі розм'якшення. Іноді замість кульки встановлюють спеціальний стержень. Різниця в показаннях між методом «Кільце і Куля» і «Кільце і Стержень» становить 10-12 °С. Скорочено ці методи позначаються «К і Ш» і «К і С».
- Пенетрація або глибина проникнення голки в зв'язуюче визначається при певній температурі, частіше 25 °С. Для цього виготовляють зразок зв'язуючого певної маси та об'єму. На нього встановлюють конічну стандартну голку, навантажуючи її вантажем 100 г протягом 5 с. Відрізок шляху, пройдений голкою за цей час, характеризує пенетрацію зв'язуючого. Визначення повторюють не менше 3 разів, установлюючи середню величину. Одиниця пенетрації 0,1 мм. У розрахунках пенетрація приймається безрозмірною величиною.
- Розтяжність (дуктильність) визначається по граничному розтяганню нитки зв'язуючого, залитого в спеціальну форму. Форма являє собою дві половинки цифри вісім. Перед тим, як залити зв'язуюче, напіввісімки вставляють у затискні пристрої та стикують один з одним. Далі цю систему розтягують при певній температурі (частіше 25 °С) із заданою швидкістю. Відстань між напіввісімками, при якій розірвалася нитка зв'язуючого, що утворилася, відповідає його розтяжності. Розтяжність виражається в см.

## Окремі різновиди зв'язуючих речовин
- Нафтозв'язуюче — являє собою важкий залишок від переробки смолистих нафт, що має характерні властивості ВМС. Нафтозв'язуюче при температурі навколишнього повітря перебуває у твердому стані. Має кольори від чорного до темно-бурого.
- Кам'яновугільний пек. Це твердий, крихкий продукт чорного кольору з раковистим зламом. Він відноситься до важких залишків перегонки кам'яновугільної смоли коксування, отриманих при температурі 360–380 °С. У хімічному відношенні це складна структурована гетерогенна система. Як сировину для виробництва кам'яновугільного пеку застосовують кам'яновугільну смолу. В окремих випадках смола може використатися як зв'язуюче.
- Кам'яновугільна смола — це чорно-бура рідина, що містить до 10 % вільного вуглецю у вигляді карбенів і карбоїдів, інша частка — складні ароматичні і гетероциклічні сполуки з невеликим включенням неграничних вуглеводнів. В результаті термічного крекінгу смола розділяється на самостійні фракції, кінцева з яких — пек. Направлене модифікування кам'яновугільного пеку здійснюють шляхом компаундування (змішування) з дистилятами і відходами смолоперегонки. Токсичність кам'яновугільного пеку обмежує його область застосування при брикетуванні. Зниження шкідливої дії пеку досягається термічною обробкою брикетів.
- Сульфіт-спиртова барда (ССБ). Це побічний продукт (відходи) при переробці подрібненої деревини — целюлози, що містить не більше 20-30 % води. У хімічному відношенні висока в'язка здатність ССБ обумовлена наявністю кальцієвих, натрієвих та амонієвих солей лігносульфонових кислот — активних ПАР.
- Гумати є продуктом добування гумінових кислот з вугілля. Як зв'язуючі добре зарекомендували себе гумати натрію і амонію. Гумати натрію одержують висолюванням гумінових кислот хлористим натрієм. Для цього в лужний розчин гумінових кислот вводять хлористий натрій. В результаті хімічних реакцій гумати натрію випадають в осад (висолюються). Останній відокремлюють фільтруванням. Гумати амонію являють собою продукт аміачної витяжки окисненого кам'яного або бурого вугілля. Промислова технологія їх одержання основана на реакції взаємодії водного розчину аміаку з вугіллям.
- Гумінові кислоти за своєю структурою належать до колоїдних речовин з великим вмістом функціональних груп. Одна з найзначніших їх складових — фенольні структури (50-60 %). У цих кислотах велика частка вуглецю, зосередженого в основному в ароматичних фрагментах (20-26 %), а також бензолполікарбонових кислот (до 30 %). Молекулярна маса гумінових кислот коливається від десятків до сотень тисяч, підтверджуючи їх високомолекулярну основу.
- Сланцеві бітуми — це залишковий продукт комплексної переробки смоли, які одержуюють при газифікації горючих сланців. Сланцева смола, пройшовши вакуумний відгін, утворює різні продукти фракціонування. При температурі вище 325 °С утворюються сланцеві мазути та важкий залишок — бітуми. Останні мають властивості, близькі до нафтових бітумів і кам'яновугільних пеків. Ці зв'язуючі відрізняються високою клеєвою здатністю, твердістю (когезія дорівнює 1,9.105 Н/м²) і гідрофобністю. Брикети, отримані на сланцевих бітумах, відрізняються підвищеною міцністю, водо- та термостійкістю.
- Смола напівкоксування вугілля(первинна смола, дьоготь) — темно-бура в'язка рідина, є основним продуктом термічного розкладання вугілля без доступу повітря при температурах, що не перевищують 550 °С.. У хімічному відношенні вона являє собою складну суміш органічних високомолекулярних сполук.
- Смола напівкоксування знайшла застосування як зв'язуюче при брикетуванні коксової шихти. Отримані брикети змішуються з основною масою коксової шихти (приблизно 70-75 %) і направляються для коксування. Для виготовлення вугільних і рудних брикетів, що йдуть для спалювання та плавку, смола напівкоксування малоефективна. У цьому випадку її рекомендується піддати термічній переробці, використавши як зв'язуюче важку фракцію.
- Фуси напівкоксування — це відходи вуглехімічного виробництва при напівкоксуванні. Вони представлені на 50% смолами важких фракцій і твердих вуглецевих включень. Утворюються фуси при конденсації парогазових продуктів у попередніх холодильниках напівкоксування вугілля. Фуси відносяться до категорії відходів — продуктів, вихід яких становить близько 1 % маси вугілля, що переробляється. За зовнішнім виглядом фуси — густа в'язка смола темно-коричневих кольорів. Їх хімічний склад визначається сумішшю смол та вуглецевих продуктів. Фуси відрізняються низькою температурою розм'якшення. Легко окиснюються. Цьому сприяє наявність у них великої кількості напівкоксового пилу з розвинутою пористою поверхнею.